# Jasan ztepilý u Koulky
Jasan ztepilý u Koulky je významný strom, který roste v Praze 5 v ulici Koulka v její dolní části mezi ulicemi Křížová a Franty Kocourka po levé straně schodiště ve směru nahoru.

## Popis
Strom roste na severovýchodním svahu návrší při uličním schodišti u bývalé usedlosti. Má nadprůměrný vzrůst i věk. Obvod jeho kmene je 335 cm (2016), výška není uvedena; stáří se odhaduje na 100 let (r. 2016). Do databáze významných stromů Prahy byl zařazen roku 2013.

## Historie
Jasan původně rostl v terasovité zahradě usedlosti Koulka. Kolem usedlosti bývala veliká, členitá a pěstěná zahrada, doplněná různými okrasnými stavbami. Terén rozdělený schodišti a terasami chránila barokní ohradní zeď s tepanou mříží v bráně. V květnu 1945 byla tato zeď rozebrána na barikády a pozemek později rozparcelován.